# Non guardare sotto il letto
Non guardare sotto il letto (Don't Look Under the Bed) è un film per la televisione del 1999.

## Trama
Frances Bacon McCausland è una ragazza di 14 anni che ha appena cominciato il liceo. È molto matura e intelligente ma comincia ad insospettirsi quando alla sua scuola, ma anche a tutta Middleburgh, cominciano ad accadere strani avvenimenti: la piscina scolastica viene riempita di gelatina, l'auto di un suo professore viene bersagliata di uova, gli orologi vengono spostati 3 ore avanti e l'intera città viene imbrattata di "B". Il problema è che tutti la credono la responsabile per diverse motivazioni. Intanto Frances comincia a parlare con Larry Houdini, un bizzarro personaggio che ritiene di essere un amico immaginario e si sorprende del fatto che Frances riesca a vederlo nonostante abbia 14 anni. Larry infatti, ha come compito quello di divertire i bambini, compreso quindi il fratello di Frances: Darwin. Insieme, Frances e l'immaginario ragazzo, scoprono che lui è stato mandato ad aiutare lei che è perseguitata dal "Babau" o "Uomo Nero". Larry allora capisce che deve sconfiggere il Babau grazie ai suggerimenti dati da un particolare libro. Intanto Larry si rende conto che Darwin non riesce più a vederlo e così mentre si trasforma in un Babau per aver perso un bambino che crede in lui, capisce che è stata colpa di Frances per aver spinto Darwin a crescere troppo in fretta e a non credere più in amici immaginari. Prima della trasformazione, Larry riesce comunque ad ottenere tutto ciò che serve per sconfiggere il Babau e così una sera insieme a Frances si avventura nel mondo dei Babau per scacciarlo via e salvare Darwin che intanto è stato catturato dall'Uomo nero.
Quando Larry sta per sconfiggerlo Frances si accorge però che il Babau che la perseguitava era in realtà Zoe, la sua precedente amica immaginaria che si era trasformata in un Babau perché Frances si era costretta a crescere velocemente per superare ogni paura. Una volta salvata Zoe ritornano a casa. Intanto Larry smette di trasformarsi in un Babau grazie a Darwin che ricomincia a credere in lui. Così tutto ritorna alla normalità e i due amici immaginari dopo aver salutato Frances si dirigono a Centerville dove stanno accadendo gli stessi episodi di Middleburgh.

## Cast
- Erin Chambers - Frances Bacon McCausland
- Jake Sakson - Darwin McCausland
- Ty Hodges - Larry Houdini
- Robin Riker - Karen McCausland
- Steve Valentine - Boogeyman
- Stephen Tobolowsky - Michael McCausland
- Rachel Kimsey - Zoe

## Reazione del pubblico
Nonostante il film sia stato giudicato positivamente da fan e alcuni critici, alcuni genitori si sono lamentati durante la première del film, in quanto secondo loro mostrava scene troppo spaventose e dark per i bambini. Apparentemente la Disney ebbe dei problemi simili proprio durante gli anni '80 nel produrre film di questo genere, specialmente nel 1983 con la pellicola Qualcosa di sinistro sta per accadere. Comunque, dopo che la Disney decise di produrre solo serie televisive con contenuto comico, come Zack e Cody al Grand Hotel, Sonny tra le stelle, I maghi di Waverly, Phineas e Ferb, Raven, Hannah Montana, tutti i film di paura o contenuto eccessivo di scene paurose non sono più stati trasmessi, fatta eccezione per il giorno di Halloween in cui vengono mostrati.